# Акимат
Акима́т, Аппарат акима  (администрация; каз. әкімшілік, әкімдік) — региональный орган исполнительной власти в Казахстане, районная государственная администрация в Казахстане и в Кыргызстане.
Главой акимата (правительства области) является аким, он представляет президента и правительство республики в области. Акимы областей, городов республиканского значения и столицы назначаются на должность президентом по представлению премьер-министра Казахстана. Проще говоря осуществляют функцию начальника города, области, края в современном смысле городовые или как бы начальники, атаманы станиц.
Организационная структура определяется обязанностями и полномочиями местной государственной власти в качестве исполнительного органа. Акимат составляют аким, его заместители, управления, отделы и другие служебные подразделения. Структура акимата утверждается маслихатом по представлению акима сразу после того, как она определена в соответствии со схемой управления областью, районом, городом. Экономическая и финансовая основа местных исполнительных органов состоит из собственности административно-территориальных единиц (принадлежащее им имущество маслихатов и местных администраций), средств местного бюджета, местных налогов, дотаций и субвенций, выделяемых из бюджета, государственных сборов, арендных плат за собственность города и района, налогов, удерживаемых с предприятий, и других выплат. Аким имеет право создать внебюджетный фонд. В него входят доходы, полученные от реализации бесхозного и конфискованного имущества, поступившие от проведения субботников, реализации займов, лотерей и аукционов. В компетенцию акимата входят следующие виды деятельности: планирование, формирование и использование бюджета, организация хозяйственной деятельности, использование транспорта, связи и земли, природных ресурсов, обеспечение законности, права, порядка, защита прав, свобод и интересов граждан, приём обращений от физических и юридических лиц и другое. Органы управления в населённых пунктах и селах также входят в местные органы власти.